# Some Kind of Monster (pel·lícula)
Some Kind of Monster és una pel·lícula documental de la banda estatunidenca Metallica. La pel·lícula mostra molts assajos d'estudi i fragments d'imatges de concerts. El DVD fou llançat per la productora Paramount Pictures, responsable també de la pel·lícula Mission: Impossible 2 en la qual va participar amb la cançó «I Disappear» l'any 2000. La pel·lícula fou rellançada l'any 2014 per celebrar el desè aniversari incloent un documental extra. Comparteix títol amb la cançó homònima inclosa en l'àlbum previ St. Anger (2003).
Metallica i els directors Joe Berlinger i Bruce Sinofsky es van conèixer pel documental que van filmar l'any 1994, Paradise Lost, pel qual Metallica va autoritzar a deixar la seva música per la pel·lícula, el primer cop que Metallica va cedir la seva música per una pel·lícula.

## Argument
El documental comença al 2001 quan Jason Newsted decideix abandonar la banda i comença el conflictiu enregistrament de St. Anger. L'objectiu inicial era mostrar la banda iniciant la seva carrera. Per intentar recuperar la unitat del grup contracten Phil Towle que els sotmet a una teràpia intensa. Mentre James Hetfield i Lars Ulrich perden el control, Kirk Hammett es mostra impassible i desitja continuar amb la gravació del disc. Hetfield abandona abruptament la banda par entrar a un programa de rehabilitació i superar l'abús d'alcohol. Ulrich té una trobada amb Dave Mustaine, líder de la banda Megadeth però que anteriorment havia format part de Metallica i en va ser expulsat. Mustaine confessa que va ser molt dur deixar la banda i no rebre una segona oportunitat per superar la seva addicció a l'alcohol, i també que malgrat tenir èxit amb Megadeth, la seva música sempre ha estat a l'ombra de Metallica. Ulrich explica que està ressentit amb Hetfield perquè aquest ho vol controlar tot, fins i tot quan no hi és, ja que va demanar als altres membres que no treballessin en les cançons quan ell no hi fos per assistir a teràpia. Newsted també és entrevistat en el documental i se'l pot veure tocant amb la seva banda Echobrain. Una altra part de la pel·lícula són les audicions que realitzen per buscar el substitut de Newsted, i es pot veure com Hammett es decanta per Robert Trujillo després de comprovar que toca amb els dits en lloc d'una pua. Finalment es pot veure la banda presentant-se en el MTV ICON i realitzant la gravació del videoclip de «St. Anger» i iniciant la nova gira.

## Reaccions
Els productors havien sol·licitat l'aprovació de Dave Mustaine per incloure el material de la trobada que havia mantingut amb Ulrich l'any 2001 que apareix en la pel·lícula. Malgrat que Mustaine va denegar la sol·licitud, anteriorment ja havia signat la seva autorització a la banda i els productors per utilitzar aquest material. Mustaine va declarar posteriorment que aquest fet es tractava d'una traïció i que això tancava qualsevol esperança de reconciliació amb els seus anteriors companys. Ulrich va respondre a les crítiques indicant que era absurd donar tanta importància a això quan Mustaine va estar a la banda durant un any, no va enregistrar cap disc oficial i ja feia 22 anys de la seva participació. La reconciliació es va produir finalment entre Megadeth i Metallica quan el 16 de juny de 2010 van tocar conjuntament per primer cop junts, i també amb Slayer i Anthrax. Mustaine va reiterar posteriorment que estava obert a noves col·laboracions amb Metallica i altres bandes, i que només problemes d'agenda ho havien impedit.

## Aparicions
Tots els músics participen en l'audició per seleccionar el nou baixista de Metallica, que finalment fou Robert Trujillo.
- Mike Inez de Alice In Chains
- Danny Lohner de Nine Inch Nails
- Twiggy Ramirez de Marilyn Manson
- Pepper Keenan de Corrosion of Conformity
- Scott Reeder of Kyuss
- Chris Wyse de The Cult
- Eric Avery de Jane's Addiction